# إدوين إتش بيكر برات
إدوين إتش بيكر برات (بالإنجليزية: Edwin H Baker Pratt) هو مدرس أمريكي، ولد في 5 يونيو 1913، وتوفي في 18 مارس 1975.